# Kulturrisse
Kulturrisse. Zeitschrift für radikaldemokratische Kulturpolitik war eine österreichische Kulturzeitschrift, die von 1996 bis 2013 vierteljährlich erschien. Ab 2001 erschien sie unter neuem Design und einer anderen Ausrichtung mit theoretischerem Fokus. Sie wurde von der Dachorganisation IG Kultur Österreich herausgegeben.

## Gründung, Name, Ziele
Die Gründung der Zeitschrift erfolgte als intellektuelle Antwort auf die Schwarz-blaue Koalition (2000–2006), die bereits in der Null-Nummer der Zeitschrift als Die intellektuelle Konterrevolution beschrieben wurde. Gabi Gerbasits, die Geschäftsführerin der IG Kultur, zog in dieser Ausgabe unter dem Titel 6 Tote, 144 Verletzte. eine erste „Bilanz des freiheitlich-konservativen Kulturkampfes“.
Der Titel der Zeitschrift wurde von einem Symposion der IG Kultur Österreich im November 1995 im Funkhaus Wien übernommen, es trug den Untertitel Relevanz und gesellschaftliche Funktionen der freien Kulturarbeit.
Die Ziele der Zeitschrift wurden auf deren Website in vier Schlagworten charakterisiert: Oppositionen, Kulturpolitiken, Kunstpraxen, Kosmopolitiken. Die Zeitschrift wollte „gegenhegemoniale Konzepte und Unternehmen im zivilgesellschaftlichen Bereich“ erarbeiten, Kulturarbeit, Kulturpolitik, Kulturfinanzierung und Kulturverwaltung kritisch kommentieren, „Schlaglichter auf gelungene künstlerische Interventionen“ setzen und sich an Diskurse jenseits des Nationalismus anhängen. Die Kulturrisse unterstützten ausdrücklich den Gebrauch geschlechtergerechter Sprache.
Die Zeitschrift setzte sich allerdings nicht nur kritisch mit den Politiken der schwarz-blauen Koalition auseinander, sondern analysierte auch die Kulturpolitik der SPÖ, behandelte mehrfach das Projekt Linz 2009 – Kulturhauptstadt Europas, und widmete sich Fragen des Urheberrechts. Zu den Autoren der Zeitschrift zählten Clemens Apprich, Petja Dimitrova, Tina Leisch, Siegfried Mattl, Radostina Patulova und Marlene Streeruwitz.
Die letzte Ausgabe war schwerpunktmäßig der Forderung ¡Archiv der Migration, jetzt! gewidmet, vorbereitet und vorgetragen vom Migrationsforscher Ljubomir Bratić.

## Vertrieb
Die Zeitschrift wurde einerseits über Abonnements und die Website, andererseits über ausgewählte Buchhandlungen in Wien, Linz und Berlin vertrieben.

## Schwerpunkte seit dem Relaunch
| Jahr | Heft   | Schwerpunkt                                               |
| ---- | ------ | --------------------------------------------------------- |
| 2000 | Heft 1 | Die intellektuelle Konterrevolution                       |
| 2001 | Heft 1 | Land ohne Opposition                                      |
| 2001 | Heft 2 | Transversality now!                                       |
| 2001 | Heft 3 | Das Ende der Gemütlichkeit                                |
| 2001 | Heft 4 | Opposition ohne Land                                      |
| 2002 | Heft 1 | Minoritäre Allianzen                                      |
| 2002 | Heft 2 | nicht erschienen oder vergriffen                          |
| 2002 | Heft 3 | Guten Morgen, Gewerkschaft                                |
| 2002 | Heft 4 | Kunst und Gewalt                                          |
| 2003 | Heft 1 | Gott behüte Österreich                                    |
| 2003 | Heft 2 | Wiederaneignung der Stadt                                 |
| 2003 | Heft 3 | Wahlverdichtung                                           |
| 2003 | Heft 4 | Das Ende der Legislaturperiode                            |
| 2004 | Heft 1 | Progressive Kunstinstitutionen                            |
| 2004 | Heft 2 | antirassistisch-feministische Interventionen              |
| 2004 | Heft 3 | Gefängnisse                                               |
| 2004 | Heft 4 | Gott verhüte Österreich                                   |
| 2005 | Heft 1 | Public Art Policies                                       |
| 2005 | Heft 2 | EuroMayDay 005. mächtig prekär                            |
| 2005 | Heft 3 | Politischer Anti-Antisemitismus                           |
| 2005 | Heft 4 | Kulturindustrie(n)                                        |
| 2006 | Heft 1 | True Stories? Dokumentarismus Revisited                   |
| 2006 | Heft 2 | Jenseits der Kultur: Politik der Übersetzung              |
| 2006 | Heft 3 | Migration und Kulturarbeit                                |
| 2006 | Heft 4 | Organisierung der Unorganisierbaren                       |
| 2007 | Heft 1 | Plagiarismus und Ideenklau                                |
| 2007 | Heft 2 | (Frei-)Räume                                              |
| 2007 | Heft 3 | Politiken des Sozialen                                    |
| 2007 | Heft 4 | Die Wende am Ende                                         |
| 2008 | Heft 1 | Innere Sicherheit 2.0                                     |
| 2008 | Heft 2 | Wissensproduktion und Widerstand                          |
| 2008 | Heft 3 | Linkskurven                                               |
| 2008 | Heft 4 | Ist Links Außen?                                          |
| 2009 | Heft 1 | Migrationen: Durchkreuzte Räume                           |
| 2009 | Heft 2 | Politisierte Universitäten: Revolutions(t)räume?          |
| 2009 | Heft 3 | Freiwilliges Engagement: Hackeln für die „Ehre“?          |
| 2009 | Heft 4 | Alles nur geklaut? - Ringen um das Recht auf die Kopie    |
| 2010 | Heft 1 | Creative Bubbles: (Wissens-)Ökonomien der kreativen Stadt |
| 2010 | Heft 2 | Shut down Nazis                                           |
| 2010 | Heft 3 | Jetzt, für alle, bedingungslos: Grundeinkommen            |
| 2010 | Heft 4 | Antimuslimischer Rassismus: Konjunkturen und Aktualitäten |
| 2011 | Heft 1 | Queere De-/Konstruktionen: Von Abtragungen und Baustellen |
| 2011 | Heft 2 | Urbane Räume: Zwischen Verhandlung und Verwandlung        |
| 2011 | Heft 3 | Ganz draußen? Sozialreportagen aus dem Abseits            |
| 2011 | Heft 4 | Antiziganismus: Kontinuitäten und Strukturen              |
| 2012 | Heft 1 | Urheberrechte für alle ... sonst gibt’s Krawalle!         |
| 2012 | Heft 2 | Kunst und Kohle                                           |
| 2012 | Heft 3 | Widersprüche der kreativen Stadt                          |
| 2012 | Heft 4 | Crossing Spaces: Selbstorganisation von Roma              |
| 2013 | Heft 1 | We will rise! Das Aufbegehren der Refugees                |
| 2013 | Heft 2 | multilingual heterolingual (Sprachvielfalt im Fokus)      |
| 2013 | Heft 3 | Experiment Kunstförderung                                 |
| 2013 | Heft 4 | ¡Archiv der Migration, jetzt!                             |

## Einstellung, Nachfolgeprojekt
„Gleichsam über Nacht, ohne vorherigen Austausch mit der Redaktion, wurde [die Zeitschrift Kulturrisse] Anfang Dezember 2013 von der Herausgeberin ‚in der bisherigen Form‘ eingestellt.“ Mit dieser Kritik eröffneten eine Reihe von Mitarbeitern der Kulturrisse im September 2014 ihr Nachfolgeprojekt. Bereits im Jänner 2014 hatten elf Autoren der Kulturrisse, darunter Ljubomir Bratić, Therese Kaufmann, Daniela Koweindl und Gerald Raunig, „die Leichtfertigkeit, mit der die Herausgeberin ein zentrales kulturpolitisches Instrument ihrer Interessenvertretungsarbeit zur Disposition stellt,“ als „höchst befremdlich“ bezeichnet.
Im September 2014 legten einige frühere Mitarbeiter der Kulturrisse die Nullnumer einer neuen Zeitschrift vor: Kamion. Diese erste Ausgabe trug den programmatischen Titel: Der Aufstand der Verlegten. Diese Ausgabe enthielt unter anderem Texte von Paul Huah, Isabell Lorey, Chantal Mouffe, Stevphen Shukaitis, Felix Stalder und Tom Waibel sowie der Traficantes de Sueños und eines anonymen iranischen Kollektivs. Die erste Ausgabe der neuen Zeitschrift erschien im Juni 2015 und trug den Titel Aus den Kreisläufen des Rassismus.